# Lothar Fischer (Jurist, 1948)
Lothar Fischer (* 27. Juni 1948 in Duisburg) ist ein deutscher Jurist. Er war von 1996 bis 2013 Richter am Bundesfinanzhof.

## Leben und Wirken
Fischer trat nach Abschluss seiner juristischen Ausbildung in den höheren Dienst der Finanzverwaltung des Landes Niedersachsen ein. Dort war er zunächst eineinhalb Jahre beim Finanzamt Hannover-Nord und zwei Jahre als Dozent an der Niedersächsischen Fachhochschule tätig. 1983 wechselte er als Richter an das Niedersächsische Finanzgericht in Hannover.
Nach seiner Ernennung zum Richter am Bundesfinanzhof im März 1996 wies das Präsidium Fischer dem X. Senat zu, der für die Besteuerung von Einzelgewerbetreibenden und die Rentenbesteuerung zuständig ist. Seit dem Jahr 2000 war er Mitglied des vornehmlich für die Besteuerung von Einkünften aus Vermietung und Verpachtung, aus der Veräußerung von Anteilen an Kapitalanteilen sowie der Besteuerung von sonstigen Einkünften zuständigen IX. Senats. Seit 2007 war er zudem entsandtes Mitglied des IX. Senats in den Gemeinsamen Senat der obersten Gerichtshöfe des Bundes. Fischer trat am 31. August 2013 in den Ruhestand.